# Бондаренко Іван Максимович
Іва́н Макси́мович Бондаре́нко (нар. 30 березня 1918 — пом. 15 листопада 1997) — радянський військовик часів Другої світової війни, командир 1-го стрілецького батальйону 459-го стрілецького полку 42-ї стрілецької дивізії (49-а армія), капітан. Герой Радянського Союзу (1945).

## Життєпис
Народився 30 березня 1918 року в посаді Нова Прага, волосному центрі Олександрійського повіту Херсонської губернії (нині — Олександрійський район Кіровоградської області) в бідній селянській родині. Українець. Здобув неповну середню освіту. Протягом 1937—1938 років працював бухгалтером Новопразького районного відділу соціального забезпечення.
До лав РСЧА призваний у 1938 році Новопразьким РВК Миколаївської області. Брав участь у радянсько-фінській війні 1939—1940 років. У 1941 році закінчив Рязанське військове піхотне училище.
Учасник німецько-радянської війни з червня 1941 року. Воював на Північному, Ленінградському, Західному і 2-у Білоруському фронтах. Тричі був поранений. У 1943 році закінчив КУКС «Постріл».
Особливо командир 1-го стрілецького батальйону 459-го стрілецького полку 42-ї стрілецької Смоленської дивізії капітан І. М. Бондаренко відзначився під час визволення Білорусі. Батальйон під його командуванням форсував 23 червня 1944 року річку Проня, а наступного дня — річку Бася. Ворожі позиції було прорвано і з незначними втратами батальйон вийшов до Дніпра. О 4-й годині ранку 25 червня на підручних засобах батальйон Івана Бондаренка форсував Дніпро й захопив плацдарм на правому березі, тим самим забезпечивши швидку переправу основних сил полку і дивізії. 28 червня, виконуючи поставлене командуванням завдання, батальйон капітана Бондаренка перерізав шосе Могильов — Мінськ і захопив близько тисячі машин з військовим майном. Протягом 15-16 липня 1944 року батальйон під його командуванням брав участь у штурмі Гродно, вбрід форсував річку Німан і атакував супротивника в районі села Загоряни Гродненського району.
Згодом брав участь у Східно-Пруській та Східно-Померанській наступальних операціях. Перемогу зустрів у Берліні. Член ВКП(б) з 1945 року.
У 1946 році майор І. М. Бондаренко вийшов у запас. До 1952 року обіймав посаду секретаря Новопразького райвиконкому, до 1976 року — старший інспектор з кадрів Дніпропетровського обласного управління держтрудощадкас.
Помер 15 листопада 1997 року.

## Нагороди
Указом Президії Верховної Ради СРСР від 24 березня 1945 року за зразкове виконання бойових завдань командування на фронті боротьби з німецькими загарбниками та виявлені при цьому відвагу і героїзм, капітанові Бондаренку Івану Максимовичу присвоєне звання Героя Радянського Союзу з врученням ордена Леніна і медалі «Золота Зірка» (№ 5481).
Також був нагороджений орденами Червоного Прапора (14.02.1945), Вітчизняної війни 1-го (11.03.1985) та 2-го (23.03.1944) ступенів і медалями.